# توني جنسن
توني جنسن (بالإنجليزية: Tony Jensen)‏ هو لاعب دوري الرغبي أسترالي، ولد في 27 مارس 1980 في أستراليا.